# 橘湾 (徳島県)

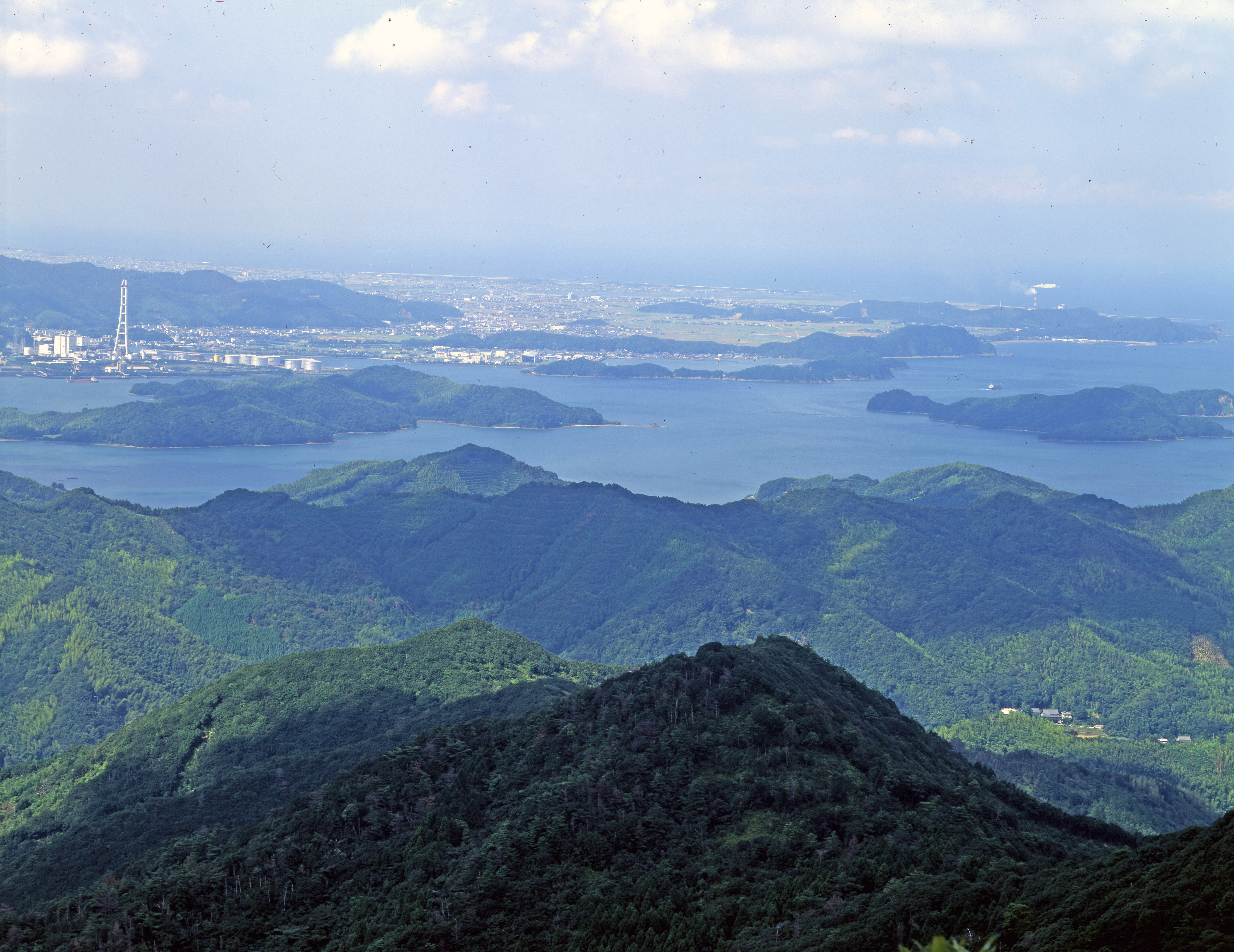
明神山からの橘湾

橘湾（たちばなわん）は、徳島県阿南市の紀伊水道に面した湾である。「阿波の松島」と呼ばれている。

## 地理
阿南市大潟町・橘町・椿町・椿泊町・中林町・畭町・福井町・見能林町にわたる湾で、西に深く湾入し、典型的なリアス式海岸を呈する。
北は那賀川の堆積物によって作られた砂浜海岸、南は太平洋の荒波を隔てる蒲生田岬・燧崎に囲まれた湾で天然の良港となっている。
湾の北部には、淡島海岸・中林海岸・北の脇海岸と海岸が並び、特に淡島海岸沖には青島・中津島・烏帽子島・丸島などの小島が浮かび、磯釣りの名所となっている。
湾の主部には小勝島・野々島・高島・舞子島・長島・弁天島など大小20余りの島々が点在し、岬や入江が多い。
湾の南部には、かつて紀伊水道を通う船の寄港地として重要であった椿泊港があり、徳島藩政期は阿波水軍の根拠地であった。椿泊の対岸が蒲生田岬で、この東約4kmの海上には棚子島・前島・伊島などの島が群をなして浮かぶ。

## 湾内の主な島嶼
| - 青島 - 中津島 - 烏帽子島 - 丸島 - 鵜渡島 - 長島 - 小勝島 - 高島 - ウルメ島 - 弁天島 | - 姥島 - 裸島 - 飛島 - 野々島 - 舞子島 - 伊島 - 前島 - 棚子島 |